# Magnolia (Ohio)
Magnolia è un villaggio degli Stati Uniti d'America, situato nello stato dell'Ohio, diviso tra la contea di Stark e la contea di Carroll.